# Marieholmsbron

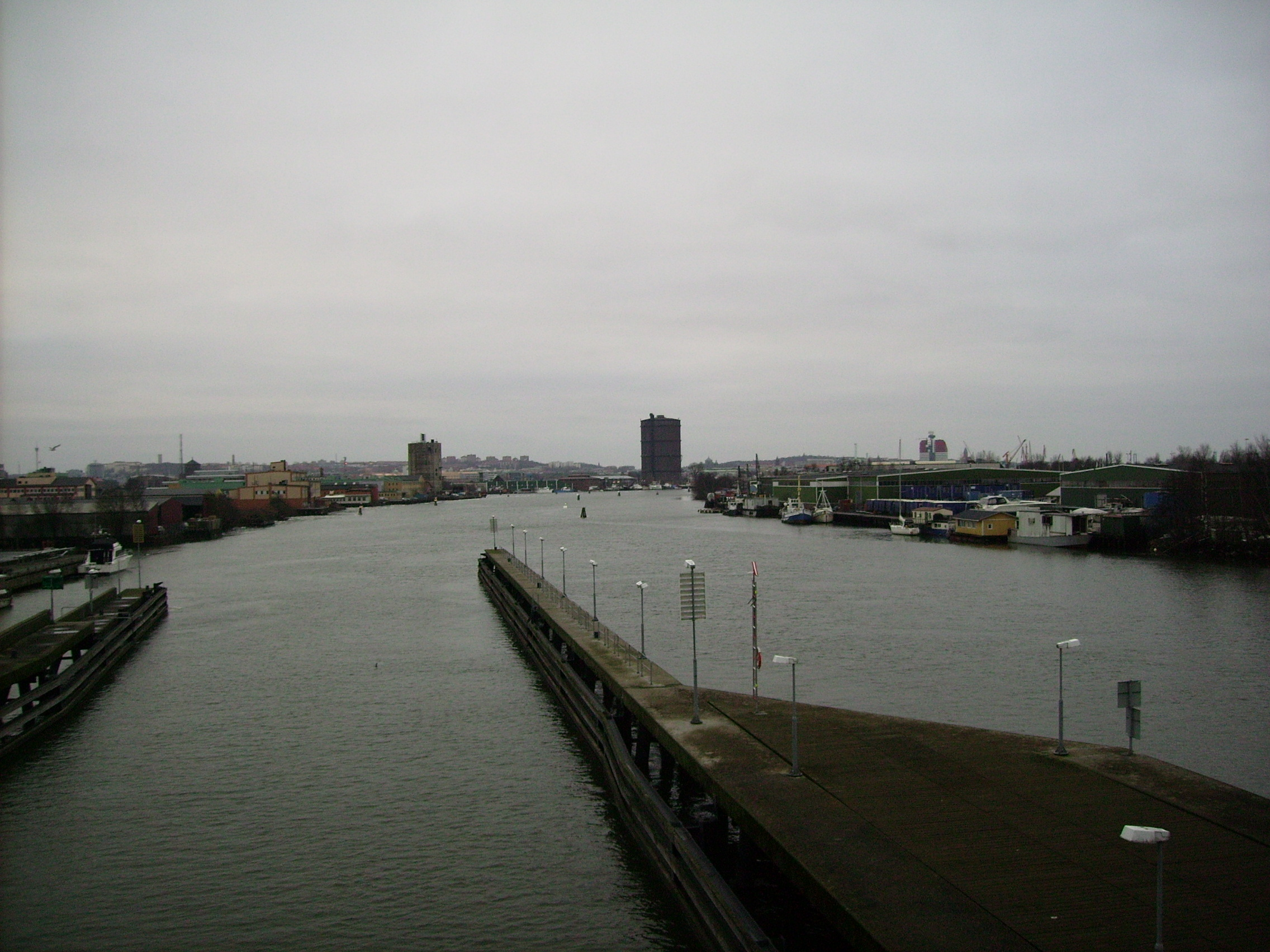
Vy från Marieholmsbron mot centrala Göteborg i mars 2009

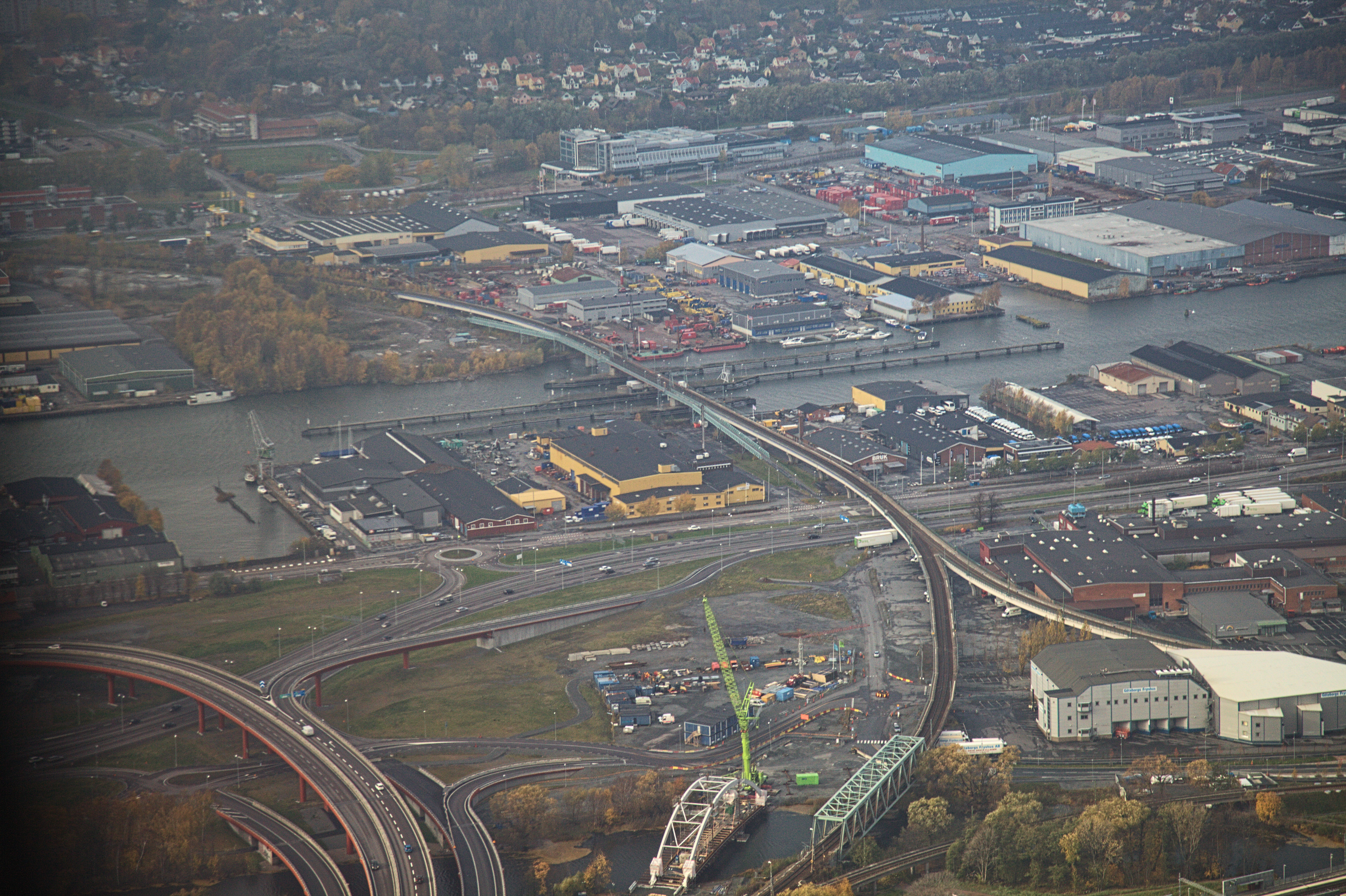
Helikopterbild över Marieholmsbron hösten 2013

Gamla Marieholmsbron år 1947.

Marieholmsbron är en bro för järnvägs-, gång- och cykeltrafik i Göteborg från Gamlestaden över Säveån, Marieholm och Göta älv till Tingstad på Hisingen. Brodelen över Göta älv är en svängbro. Bron ingår i Bohusbanan och binder samman Göteborgs hamnbana med det övriga järnvägsnätet.

## Historik
Första bron byggdes 1908 och togs i bruk mars 1909. Den var en svängbro i metall med 21,4 meter breda öppningar på båda sidor om spannet. Delen över Säveån var inte öppningsbar. Den var på sin tid Sveriges längsta järnvägsbro. Att man byggde en enda bro i stället för att anlägga en bank över Marieholm berodde på grundförhållandena, med långt ned till fast mark. En bro är lättare än en bank och kräver mindre grundläggningsarbete.
Den första bron ersattes 1996 av en ny bro i betong, belägen några meter uppströms. Liksom den förra är den en svängbro över Göta älv och en fast bro över väg E45 och Säveån. Delen över Göta älv är också försedd med en gång- och cykelbana på södra sidan. Bron är 907 meter lång och fri segelhöjd är 5,9 meter. Eftersom den är så låg behöver bron öppnas för de flesta fartyg. Den fjärrmanövreras från kontrolltornet på Göta älvbron. Den låga höjden gör den till en bekväm förbindelse för cyklister, men dess perifera läge gör att cykeltrafiken inte är så stor.[källa behövs]
Efter att Södra Marieholmsbron hade invigts stängdes Marieholmsbron tillfälligt av. Under hösten 2016 reparerades den, för att åter öppnas i december samma år.

## Södra Marieholmsbron
Den 23 maj 2013 började ytterligare en bro, en lyftsvängbro, den öppningsbara delen lyfts några decimeter innan den vrids 90 grader, för järnvägen byggas söder om den nuvarande. Skälet för en bro till i Marieholmsområdet var att säkra tågtrafiken med ökad tillgänglighet och minskad sårbarhet. Byggprojektet drevs gemensamt med Marieholmstunneln hos Trafikverket fastän Södra Marieholmsbron inte ingår i Västsvenska paketet vilket Marieholmstunneln gör. Dubbelspår på järnväg behövs för framtiden, då godstrafiken till Göteborgs hamn och industrin på Hisingen ökar och bedöms öka ytterligare i framtiden. Dessutom har Bohusbanan fått mer trafik; det går två tåg per timme och riktning till Stenungsund i rusningstrafik sedan 2009. Den öppningsbara delen har tillverkats i Polen och den lyftes på plats 1 december 2015. Invigning var 29 mars 2016, och tågtrafiken släpptes på samma dag. Gång- och cykeltrafiken lades om från gamla Marieholmsbron till den nya den 22 augusti 2016.